# Sacrifice (gra komputerowa)
Sacrifice – komputerowa gra akcji łącząca elementy strategii czasu rzeczywistego (RTS) oraz gry fabularnej (RPG), wyprodukowana przez Shiny Entertainment i wydana przez Interplay Entertainment w 2000 roku na platformę Microsoft Windows, a w 2001 roku na Mac OS. Gracze wcielają się w czarodziejów toczących ze sobą walki przy użyciu zaklęć oraz przyzywanych stworzeń. Sacrifice było pierwszą komercyjną grą komputerową wykorzystującą nowe efekty systemu Transform and Lighting.
Gracz wykorzystuje zbierane dusze do przywoływania różnorodnych istot, a stała regeneracja many umożliwia rzucanie zaklęć. W grze dostępny jest wybór zaklęć i istot reprezentujących pięć różnych bóstw. Aby pokonać przeciwnika, gracz musi złożyć w ofierze jego jednostkę na ołtarzu innego maga (stąd tytuł gry), dokonując jej desakralizacji, co prowadzi do wygnania przeciwnika. Oprócz kampanii dla jednego gracza, Sacrifice oferuje tryb gry wieloosobowej, w którym jednocześnie może rywalizować do czterech graczy.
Sacrifice zostało opracowane przez niewielki zespół programistów – większość prac wykonały cztery osoby. Silnik graficzny gry wykorzystuje teselację. Produkcja spotkała się z pozytywnym odbiorem recenzentów, którzy docenili wysoką jakość grafiki oraz humorystyczny charakter gry. Krytykowano natomiast konieczność poświęcania znacznej uwagi podczas rozgrywki. Pomimo zdobycia kilku nagród, Sacrifice nie odniosło sukcesu komercyjnego.

## Rozgrywka
Wydana w 2000 roku na platformę Windows 98 (oraz rok później na Mac OS 9.2), Sacrifice jest strategiczną grą czasu rzeczywistego z elementami gry akcji. Gracze kontrolują czarodziejów, obserwując rozgrywkę z perspektywy trzeciej osoby. Każda rozgrywka rozpoczyna się z czarodziejem i ołtarzem. Za pomocą myszy i klawiatury gracze kontrolują maga, dowodzą armiami oraz rzucają zaklęcia w celu pokonania przeciwników. Zwycięstwo osiąga się poprzez desakralizację ołtarza przeciwnika przy użyciu magicznej „ofiary” z własnej jednostki.
Czarodzieje mogą rzucać zaklęcia ofensywne, takie jak tornada czy wulkany, a także lecznicze lub umożliwiające przyzywanie istot. Do rzucania zaklęć wykorzystywana jest mana, której regeneracja zależy od bliskości do ołtarza lub przejętej fontanny many, kontrolowanej za pomocą specjalnej struktury zwanej „manalitem”.
Drugim zasobem w grze są dusze – używane razem z maną do przyzywania stworzeń wspierających maga w walce. W przeciwieństwie do many, dusze mają ograniczoną liczbę. Gracz rozpoczyna grę z niewielką ich ilością i zdobywa kolejne poprzez zbieranie lub konwersję dusz na własnym ołtarzu.
Przywoływane istoty dzielą się na jednostki walczące wręcz, dystansowe oraz latające. Poszczególne typy zachowują zależności przypominające grę w papier, kamień, nożyce: każda klasa jest skuteczna wobec jednej i słaba względem drugiej. Niektóre stworzenia posiadają także specjalne umiejętności, takie jak tworzenie magicznych barier, niewidzialność lub unieruchamianie wrogich jednostek.
Dwie specjalne jednostki – manahiry oraz sac doctorzy – pełnią kluczowe funkcje. Manahiry umożliwiają przesyłanie many między magiem a manalitem. Sac doctorzy zbierają dusze z pokonanych przeciwników i transportują je do ołtarza, gdzie mogą zostać skonwertowane. Te same jednostki wykorzystuje się również do desakralizacji ołtarza wroga; zabicie sac doctora przerywa trwający rytuał.
Zaklęcia i zdolności istot pozostają powiązane z pięcioma bogami. Persefona, Wielka Uzdrowicielka, obdarza swych wyznawców mocami leczenia i natury. Charnel, Bóg Śmierci, dysponuje nieumarłymi i zaklęciami wysysającymi życie. Pozostali bogowie – James, Stratos i Pyro – kontrolują odpowiednio ziemię, powietrze oraz ogień.
W przeciwieństwie do innych strategii czasu rzeczywistego z tego okresu, Sacrifice nie koncentruje się na rozbudowie bazy i zarządzaniu dużą ilością zasobów. Zamiast tego rozgrywka opiera się na mikrozarządzaniu jednostkami. Kluczowe dla sukcesu jest precyzyjne kontrolowanie pojedynczych jednostek lub ich niewielkich oddziałów. Gracze mogą tworzyć formacje, wykorzystując odpowiednie skróty klawiaturowe lub gesty wykonywane myszą.

### Kampania dla jednego gracza
Kampania dla jednego gracza w Sacrifice rozpoczyna się spotkaniem protagonisty, Eldreda, z niewidomym prorokiem Mithrasem w świecie pogrążonym w chaosie. Eldred był niegdyś tyranem-imperatorem, który rządził krainą Jhery. Gdy jego poddani zbuntowali się, a wrogowie zaczęli gromadzić siły na granicach, Eldred – poszukując ratunku w sztukach tajemnych – przyzwał demona Marduka, by rozprawić się z opozycją. Przywołany byt okazał się jednak nie do opanowania i doprowadził do zagłady Jhery. Eldred zbiegł do innego świata, gdzie przebywa z Mithrasem. Świat ten, zniszczony przez dawny kataklizm, rozpadł się na szereg wysp rządzonych przez bogów, którzy rywalizują między sobą o władzę. Sytuację dodatkowo komplikuje przepowiednia Mithrasa o pojawieniu się zdrajcy wśród bogów. Szukając nowego początku, Eldred ofiarowuje swoje usługi bóstwom.
Kampania składa się z dziesięciu misji. W każdej z nich gracz wybiera boga, któremu Eldred będzie służył – w zamian otrzymuje od niego nowe zaklęcia i jednostki. Gracz może dowolnie łączyć moce wielu bogów, co wpływa na późniejsze etapy rozgrywki oraz tryb gry wieloosobowej. W dalszej części kampanii wybory gracza determinują, z którym z bóstw Eldred zwiąże się na stałe. Poza głównymi celami misji, dostępne są również cele poboczne. Ich realizacja nagradza Eldreda premiami, takimi jak zwiększona odporność magiczna i fizyczna czy większy zapas many.
W połowie kampanii Eldred ponownie spotyka Marduka. Demon ostrzega, że również ten świat podzieli los Jhery. Ostrzeżony Eldred próbuje przekonać bogów o nadchodzącym zagrożeniu, lecz ci – podejrzewając wzajemną zdradę – rozpoczynają wojnę między sobą. W ostatnich misjach kampanii Eldred pomaga jednemu z bóstw unicestwić rywali. Po zakończeniu narracji Eldreda okazuje się, że Mithras był w rzeczywistości przebranym Mardukiem. Stratos – zdradziecki bóg – sprowadził demona do tego świata i umożliwił przekazanie bogom fałszywej przepowiedni. Marduk drwi z naiwności Eldreda i inicjuje ostateczną bitwę. Po zwycięstwie nad demonem gracz wybiera jedno z dwóch zakończeń: Eldred może pozostać i wspierać ostatniego z bogów w rządzeniu światem lub odejść i poszukać nowego przeznaczenia w innych światach.

### Gra wieloosobowa
Sacrifice umożliwia rozgrywkę w trybie wieloosobowym dla maksymalnie czterech graczy – zarówno ludzi, jak i sterowanych przez sztuczną inteligencję. Gra oferuje cztery tryby rozgrywki: Skirmish, Slaughter, Soul Harvest oraz Domination. W trybie Skirmish rozgrywka przypomina kampanię dla jednego gracza – zwycięstwo odnosi gracz, który desakralizuje ołtarze pozostałych magów. W trybie Domination wygrywa ten gracz, który przejmie kontrolę nad określoną liczbą manalitów. W trybie Slaughter celem jest eliminacja jak największej liczby wrogich jednostek, natomiast w Soul Harvest – zebranie określonej liczby dusz.
Początkowo rozgrywka wieloosobowa była dostępna wyłącznie w sieci lokalnej. Późniejsze aktualizacje umożliwiły rozgrywkę przez Internet. Wersja gry na komputery Macintosh wymagała zastosowania specjalnej łatki, umożliwiającej grę online poprzez serwis GameRanger. Rozgrywka sieciowa nie jest możliwa pomiędzy graczami korzystającymi z różnych platform sprzętowych.

## Produkcja

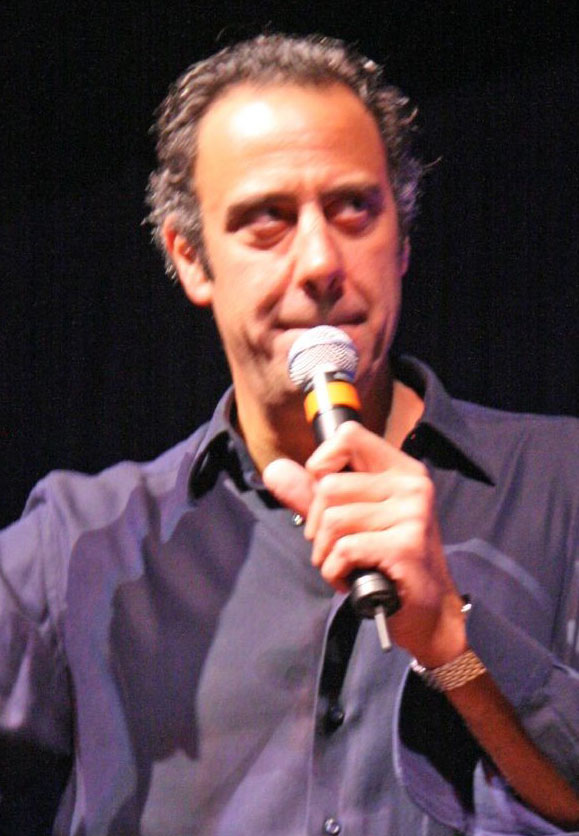
Brad Garrett, użyczający głosu Jamesowi

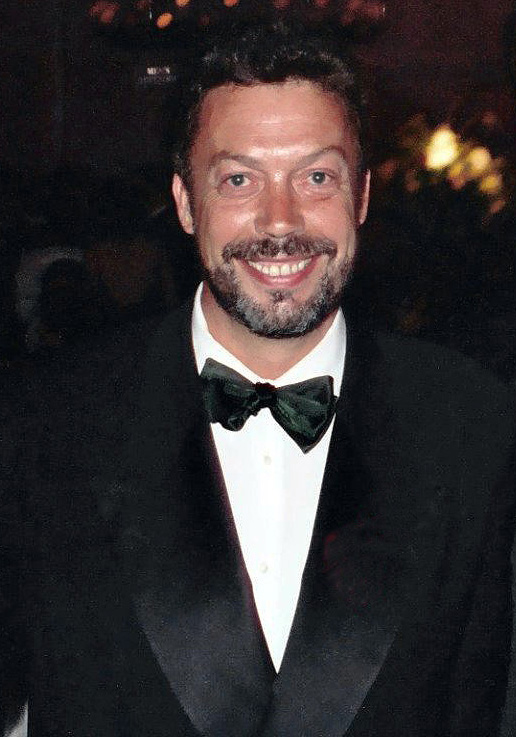
Tim Curry, użyczający głosu Stratosowi

Prace nad Sacrifice rozpoczęły się w sierpniu 1997 roku. Główny programista gry, Martin Brownlow, inspirował się grą Chaos: The Battle of Wizards z 1985 roku, stworzoną na platformę ZX Spectrum. W tamtej grze gracze naprzemiennie kontrolowali czarodziejów, przyzywali istoty oraz rzucali zaklęcia, by wyeliminować przeciwnika.
Prace nad Sacrifice przez długi czas pozostawały nieznane branży gier wideo. Wynikało to z doświadczeń studia Shiny Entertainment, które przy poprzednim projekcie, Messiah, prowadziło intensywną kampanię marketingową jeszcze w trakcie tworzenia gry. Powodowało to problemy komunikacyjne oraz presję ze strony mediów i społeczności graczy. Wnioski z tamtego doświadczenia sprawiły, że Sacrifice było rozwijane w tajemnicy niemal do zakończenia prac. Według Brownlowa umożliwiło to zespołowi skupienie się na pracy bez zewnętrznej presji i „fanów kwestionujących każdą naszą decyzję”.
Większość prac wykonano w niewielkim zespole. Projektant Eric Flannum, wcześniej związany z Blizzard Entertainment, wspominał, że przez długi czas kluczowy zespół tworzyły trzy osoby: dwóch programistów i jeden animator. Z czasem skład zespołu został powiększony. Flannum odpowiadał za kierowanie czterema projektantami poziomów. Do zespołu artystycznego dołączył Jon Gwyn, wspierając Joby'ego Otero.
Po opracowaniu podstawowych mechanik gry, do zespołu dołączył James Phinney – główny projektant i producent StarCrafta z 1998 roku. Odpowiadał za stworzenie scenariusza kampanii dla jednego gracza. Pierwsza wersja fabuły została wykorzystana podczas nagrań głosowych, aby aktorzy mogli lepiej wczuć się w atmosferę gry.
Do nagrania dialogów zatrudniono profesjonalnych aktorów głosowych, w tym Tima Curry’ego i Brada Garretta, a także m.in. Jennifer Hale. Dźwięk głosów bogów został dodatkowo przetworzony za pomocą filtrów audio, nadając im nadprzyrodzony charakter.
Za oprawę muzyczną odpowiadał Kevin Manthei, który wcześniej komponował m.in. do filmów Krzyk 3 i Buffy: Postrach wampirów. Ścieżka dźwiękowa do Sacrifice została nagrana z udziałem 25-osobowej orkiestry.
Założyciel Shiny Entertainment, David Perry, tak bardzo angażował się w prace nad grą, że odmówił udziału w produkcji filmu Matrix.

### Grafika
Silnik graficzny Sacrifice powstał na bazie silnika użytego w grze Messiah. Messiah renderował postacie przy użyciu teselacji, wykorzystując tysiące kształtów do budowy modeli postaci oraz dynamicznie redukował liczbę wielokątów w przypadku mniejszej szczegółowości (np. podczas obserwacji z dużej odległości). Typowy obiekt w Sacrifice składał się z 200–2500 poligonów.
Shiny rozszerzyło zastosowanie tej technologii na cały świat gry. Środowisko wirtualne nie było dekorowane dwuwymiarowymi teksturami symbolizującymi roślinność czy skały – zamiast tego stosowano trójwymiarowe modele tych elementów. Obiekty tworzone były z trójkątów, które mogły być dzielone w nieskończoność na mniejsze jednostki. Struktura tych podziałów była przechowywana w binarnych drzewach danych, co pozwalało na ograniczenie obciążenia karty graficznej oraz wykorzystanie jej mocy obliczeniowej do zwiększania poziomu szczegółowości.
Efekty zaklęć były generowane z powierzchni parametrycznych, które również podlegały teselacji.
Na początku 2000 roku na rynku pojawiły się pierwsze karty graficzne wspierające sprzętową obsługę transformacji i oświetlenia (T&L). Dzięki temu obliczenia graficzne mogły być wykonywane przez kartę graficzną, co odciążało procesor i umożliwiało generowanie bardziej szczegółowej grafiki oraz płynniejsze animacje. Shiny skorzystało z tej technologii, przepisując fragmenty Sacrifice i poprawiając oprawę wizualną. Zwiększono liczbę wielokątów przypadających na obiekt oraz opracowano oprogramowanie określające, które obiekty i w jaki sposób mają być renderowane. Sacrifice stało się pierwszą grą, która w pełni wykorzystywała nowe układy graficzne (GeForce 2 i Radeon). Dzięki temu animacje w grze były szybsze i bardziej płynne.
Zespół artystyczny odrzucił konwencjonalne wzorce wizualne znane z Władcy Pierścieni i innych dzieł fantasy. Joby Otero chciał, by zdolności jednostek były czytelne i wynikały z ich wyglądu – przykładowo istota zaprojektowana jako jednostka wybuchająca miała przypominać „kreskówkową bombę z nogami”. Koncepcje Otero rozwijał Jon Gwyn, odpowiedzialny również za stworzenie modelu Eldreda.
Poczucie humoru zespołu artystycznego zostało dostrzeżone przez graczy. Zwracano uwagę m.in. na podobieństwo Jamesa, boga ziemi, do Earthworma Jima – bohatera poprzedniej gry Shiny Entertainment.

### Wydanie
W czerwcu główne elementy gry zostały zaimplementowane, a Shiny Entertainment przeszło do kolejnej fazy produkcji. Do testów beta trybu wieloosobowego wybrano 1000 osób. Umożliwiło to zbieranie informacji zwrotnych na temat błędów, wydajności gry oraz możliwych usprawnień. Wydawca gry, Interplay Entertainment, wysłał własny dział kontroli jakości do przetestowania kampanii dla jednego gracza. David Perry promował grę, odwiedzając profesjonalnych recenzentów, takich jak serwis FiringSquad, którym udostępniano wersje beta gry.
Gra Sacrifice została wydana przez Interplay 17 listopada 2000 roku na platformę Microsoft Windows. Wraz z grą udostępniono edytor poziomów o nazwie Scapex, który umożliwiał tworzenie własnych map. Edytor miał charakter WYSIWYG, prezentując zmiany w czasie rzeczywistym. Użytkownicy mogli swobodnie umieszczać modele oraz wykorzystywać język skryptowy do tworzenia zdarzeń, lecz nie mieli możliwości dodawania nowych zaklęć ani jednostek. Utworzone mapy można było udostępniać innym graczom podczas dołączania do sesji w trybie wieloosobowym.
W listopadzie 2000 roku firma MacPlay, wydawca oprogramowania dla komputerów Macintosh, ogłosiła rozpoczęcie prac nad konwersją Sacrifice na system Mac OS. Przystosowanie kodu źródłowego do architektury Apple’a zajęło kilka miesięcy, a wersja dla komputerów Macintosh ukazała się 14 grudnia 2001 roku. Zawierała niemal wszystkie funkcje oryginalnej wersji, z wyjątkiem edytora poziomów. Brakował również tryb gry wieloosobowej, który został dodany w późniejszej aktualizacji.

## Odbiór
Sacrifice zostało wydane w okresie dynamicznego wzrostu rynku gier wideo – wydatki na gry komputerowe w Stanach Zjednoczonych wzrosły z 3,2 miliarda dolarów w 1995 roku do 6 miliardów w 2000 roku. Produkcje z gatunku RTS, które sprzedały się w nakładzie poniżej 75 tysięcy egzemplarzy, uznawane były za komercyjne porażki.
Studio Shiny Entertainment było znane z tworzenia nietypowych, pełnych humoru i artystycznie wyróżniających się gier. Po ogłoszeniu, że Shiny tworzy swoją pierwszą grę RTS, Sacrifice, pojawiły się wątpliwości dotyczące jej jakości.
Gra spotkała się z pozytywnym odbiorem krytyków. Szczególną uwagę recenzentów przyciągnęła oprawa graficzna – projekty stworzeń i zaklęć były uznawane za oryginalne i efektowne. Michael Eilers porównał styl graficzny gry do współpracy Salvadora Dalego i Hansa Rudolfa Gigera, a Kieron Gillen określił Sacrifice jako połączenie Command & Conquer z wizjami Hieronima Boscha. Efekty czarów opisywano jako „zapierające dech w piersiach” i „budzące podziw”.
Dziennikarze chwalili także jakość animacji jednostek i płynność ich ruchu. Ścieżka dźwiękowa i udźwiękowienie gry były generalnie dobrze oceniane, choć pojawiały się opinie krytyczne dotyczące niektórych kwestii aktorskich.
Recenzenci zwracali uwagę na wysoki poziom trudności walk oraz ograniczenia związane z widokiem zza pleców czarodzieja, co utrudniało kontrolę pola bitwy. Krytykowano także duży nacisk na mikrozarządzanie oraz brak nagradzania za złożone taktyki – sukces zapewniało masowe przyzywanie stworzeń i bezpośrednie ataki. Tryb gry wieloosobowej oceniano jako czasochłonny w początkowych fazach rozgrywki.
Opinie na temat interfejsu były podzielone – niektórzy recenzenci uznali go za nieintuicyjny i wymagający, inni podkreślali jego nowatorstwo. Zespół Edge pozytywnie ocenił zastosowanie trójwymiaru w strategii czasu rzeczywistego, uznając grę za udaną próbę wykorzystania tej technologii w gatunku RTS.
Choć oficjalne dane sprzedażowe Sacrifice nie zostały ujawnione, wiadomo, że gra nie odniosła sukcesu komercyjnego. Według Jamesa Bella z Infogrames, gra sprzedawała się słabo z powodu nieodpowiedniego marketingu i niekorzystnego momentu wydania. Kieron Gillen zwrócił uwagę, że gra – stworzona przez niewielki, kilkuosobowy zespół – była zbyt niszowa, aby zainteresować masowego odbiorcę.

### Dziedzictwo
Według portalu IGN Sacrifice charakteryzowało się „piękną historią pełną postaci”. Gra została również uznana za najlepszą grę strategiczną roku 2000 przez redakcję tego serwisu. W tym samym roku Sacrifice otrzymało wyróżnienie podczas European Computer Trade Show, gdzie uznano je za najlepszą grę komputerową wydarzenia.
Od czasu swojej premiery Sacrifice wielokrotnie znajdowało się w zestawieniach stu najlepszych gier magazynu PC Gamer, utrzymując miejsce w takich rankingach przez co najmniej osiem kolejnych lat. Bruce Geryk, analizując historię gatunku RTS, uznał Sacrifice za grę cechującą się „głębią i oryginalnością” – cechami rzadko spotykanymi w strategiach czasu rzeczywistego, w których priorytetem była zazwyczaj oprawa graficzna.
Portal UGO umieścił Sacrifice na 18. miejscu swojej listy najlepszych strategii wszech czasów.
Mimo entuzjastycznych recenzji, gra szybko popadła w zapomnienie. Serwis GamesRadar zauważył, że Sacrifice stało się „praktycznie niewidoczne w świecie gier komputerowych”. Kieron Gillen wskazał, że Sacrifice było pionierską produkcją pod względem wykorzystania sterowania opartego na gestach myszy – system ten został później spopularyzowany przez Petera Molyneux w grze Black & White, gdzie uznano go za rewolucyjny.
Zdaniem Gillena Sacrifice było także ostatnią grą studia Shiny Entertainment wyróżniającą się kreatywnością i nowatorstwem. Po jej wydaniu studio skoncentrowało się na tworzeniu bardziej mainstreamowych produkcji, takich jak Enter the Matrix.
Mimo regularnych zapytań od graczy dotyczących potencjalnej kontynuacji, studio Shiny w 2002 roku ogłosiło, że nie planuje produkcji sequela. W 2009 roku redakcja GamesRadar określiła Sacrifice mianem „jednej z najbardziej niedocenianych gier wszech czasów”.